# Мадонна Фриццони
«Мадонна Фриццони» (итал. Madonna Frizzoni) — картина выдающегося итальянского живописца венецианской школы периода кватроченто Джованни Беллини, на которой изображена Дева Мария с Младенцем, сидящим на парапете. Картина написана между 1470 и 1475 годами и представляет собой живопись темперой по дереву, перенесённую на холст, размером 52,5 × 43,2 см. В настоящее время хранится в музее Коррер в Венеции.

## Происхождение
О картине впервые заявил в 1891 году мастер знато́ческой методики атрибуции произведений живописи Джованни Морелли как о произведении Джованни Беллини. В то время картина хранилась в коллекции историка искусства Густаво Фриццони в Бергамо, который в 1919 году подарил картину музею Коррер в Венеции.

## Проблемы атрибуции
На самом деле, то, что кажется законченной картиной, является результатом отделения и вырезания фигур из оригинальной панели и их сборки на холсте, на котором в XIX веке были дописаны небо и парапет. Действительно, современные исследования выявили наличие в добавленных частях пигментов, производимых только с середины XIX века; более того, минимальная толщина фигур, прикреплённых к большему холсту, видна невооружённым глазом. Однако ретушь свинцовыми белилами по всем краям обрезанного изображения не позволила идентифицировать остатки обрамления с помощью рентгеновских лучей. С помощью рефлектографии удалось выявить подготовительный рисунок под красочным слоем с параллельными линиями, очень похожими на рисунки других работ Джованни Беллини, таких как, к примеру, «Пьета» в пинакотеке Брера.
Специалисты однозначно атрибутируют аутентичные части картины Джованни Беллини. Исключение составляет мнение Анкизе Темпестини, который не внёс картину в каталог работ Джованни Беллини, сославшись на её низкое качество. По мнению другого искусствоведа, Мауро Лукко, такая мотивация несостоятельна, поскольку связана скорее с личным вкусом, чем с критическим исследованием.